# Lyngdalsfjorden
Lyngdalsfjorden er en fjord i Lyngdal kommune i Agder fylke i Norge. Den begynder ved Farsund i vest og strækker sig 16 kilometer til udløbet af elven Lygna ved Kvavik. Omtrent midtvejs drejer Åptafjorden fra mod nord.
På grund af udløbet ved Kvavik bliver den ofte fejlagtig omtalt som Kvavikfjorden. Inderst i fjorden ligger et populært badested, Kvaviksanden. Der er brakvand inderst i fjorden.